# Okręg wyborczy Ripon
Okręg wyborczy Ripon powstał w 1295 r. i wysyłał do angielskiej, a następnie brytyjskiej, Izby Gmin dwóch deputowanych. Do 1553 r. okręg nie był reprezentowany we wszystkich parlamentach. Okręg obejmował miasto Ripon w północnym Yorkshire. W 1868 r. liczbę mandatów przypadających na okręg zmniejszono do jednego. Okręg został zlikwidowany w 1983 r.

## Deputowani do brytyjskiej Izby Gmin z okręgu Ripon

### Deputowani w latach 1295-1640
- 1601: Christopher Hawkins
- 1601: John Thornborough
- 1604–1611: John Mallory
- 1604–1611: John Bennett
- 1621–1629: Thomas Posthumous Hoby
- 1621–1622: William Mallory

### Deputowani w latach 1640-1868
- 1640–1642: William Mallory
- 1640–1644: John Mallory
- 1645–1648: Charles Egerton
- 1645–1647: Miles Moody
- 1647–1653: John Bourchier
- 1659–1659: Edmund Jennings
- 1659–1659: Jonathan Jennings
- 1660–1661: Henry Arthington
- 1660–1661: Edmund Jennings
- 1661–1679: John Nicholas
- 1661–1673: Thomas Burwell
- 1673–1679: Edmund Jennings
- 1679–1685: Richard Sterne
- 1679–1685: Christopher Wandesford
- 1685–1689: Gilbert Dolben
- 1685–1689: Edmund Jennings
- 1689–1695: Jonathan Jennings
- 1689–1690: Edward Blackett
- 1690–1691: Edmund Jennings
- 1691–1701: Jonathan Jennings
- 1695–1702: John Aislabie, torysi
- 1701–1715: John Sharp
- 1702–1705: William Hustler
- 1705–1721: John Aislabie, wigowie
- 1715–1719: Christopher Wandesford, 2. wicehrabia Castlecomer
- 1719–1722: William Aislabie starszy
- 1721–1781: William Aislabie młodszy
- 1722–1727: John Scrope
- 1727–1734: William Aislabie trzeci
- 1734–1741: Thomas Slingsby Duncombe
- 1741–1747: Henry Vane, wigowie
- 1747–1761: Charles Vernon
- 1761–1768: William Lawrence
- 1768–1775: Charles Allanson
- 1775–1780: William Lawrence, torysi
- 1780–1787: Frederick Robinson, torysi
- 1781–1798: William Lawrence, torysi
- 1787–1789: John Goodricke, torysi
- 1789–1798: George Allanson-Winn, torysi
- 1798–1806: John Heathcote, torysi
- 1798–1807: James Graham, torysi
- 1806–1807: Charles Allanon-Winn, 2. baron Headley, torysi
- 1807–1827: Frederick Robinson, torysi
- 1807–1826: George Gipps, torysi
- 1826–1828: Lancelot Shadwell, torysi
- 1827–1832: Louis Hayes Petit, torysi, od 1831 r. wigowie
- 1828–1829: Robert Inglis, torysi
- 1829–1832: George Spence, torysi
- 1832–1835: Thomas Staveley, wigowie
- 1832–1835: Joshua Crompton, wigowie
- 1835–1837: Charles Dalbiac, Partia Konserwatywna
- 1835–1843: Thomas Leigh, Partia Konserwatywna
- 1837–1841: Edward Sugden, Partia Konserwatywna
- 1841–1847: George Cockburn, Partia Konserwatywna
- 1843–1846: Thomas Cusack-Smith, Partia Konserwatywna
- 1846–1857: Edwin Lascelles, Partia Konserwatywna
- 1847–1852: James Graham, Peelite
- 1852–1857: William Beckett, Partia Konserwatywna
- 1857–1860: John Ashley Warre, Partia Liberalna
- 1857–1865: John Greenwood, Partia Liberalna
- 1860–1865: Reginald Vyner, Partia Liberalna
- 1865–1866: Charles Wood, Partia Liberalna
- 1865–1868: Robert Kearsley, Partia Liberalna
- 1866–1868: lord John Hay, Partia Liberalna

### Deputowani w latach 1868-1983
- 1868–1871: lord John Hay, Partia Liberalna
- 1871–1874: Henry Knight Storks, Partia Liberalna
- 1874–1880: Frederick Robinson, hrabia de Grey, Partia Liberalna
- 1880–1885: George Goschen, Partia Liberalna
- 1885–1886: William Harker, Partia Liberalna
- 1886–1906: John Lloyd Wharton, Partia Konserwatywna
- 1906–1910: Henry Lynch, Partia Liberalna
- 1910–1925: Edward Wood, Partia Konserwatywna
- 1925–1939: John Waller Hills, Partia Konserwatywna
- 1939–1950: Christopher York, Partia Konserwatywna
- 1950–1973: Malcolm Stoddart-Scott, Partia Konserwatywna
- 1973–1974: David Austick, Partia Liberalna
- 1974–1983: Keith Hampson, Partia Konserwatywna